# Broderskapssånger
Broderskapssånger är en sångbok utgiven 1956 av Broderskaps förlag och Sveriges kristna socialdemokraters förbund. I huvudsak består den av kristna hymner i textform utan noter, men då utgivarna är en politisk organisation finns där också några politiska sånger, s.k. kampsånger.
Arbetsgruppen, som sammanfört alla 83 sångerna i Broderskapssånger, bestod av trädgårdsmästare Sven Johansson, prästen Göran Widmark, musikdirektör Hugo Melin och redaktör Gustav Rylander.

## Innehåll
- Nr 1 Bröder och systrar, gamla och unga, text av Emil Ståhlberg och musik enligt Arbetets söner av Nils Peter Möller
- Nr 2 Bröder och systrar, gamla och unga, text av Göran Widmark och musik enligt Arbetets söner av Nils Peter Möller
- Nr 3 Lös mig från själviskhet, text av Gunnar Bohlin

### Tro och liv
- Nr 4 Vår Gud är oss en väldig borg
- Nr 5 Härlig är jorden, härlig är Guds himmel
- Nr 6 Nu tacker Gud, allt folk
- Nr 7 Så älskade Gud världen all
- Nr 8 Jag lyfter mina händer
- Nr 9 Jesu, låt mig städse börja
- Nr 10 Verka tills natten kommer
- Nr 11 Får ej i vårt hjärta bo
- Nr 12 Hjärtan, enigt sammanslutna
- Nr 13 Din kärlek, Jesu, gräns ej vet
- Nr 14 Kärlek av höjden
- Nr 15 Kärlek från vår Gud
- Nr 16 O giv oss, Herre, av den tro
- Nr 17 Vi ha sett den nya synen
- Nr 18 Kom, helge Ande, du som tände
- Nr 19 Med Gud och Hans vänskap
- Nr 20 Sorgen och glädjen de vandra tillsamman
- Nr 21 I mänskors barn, som alla ägen
- Nr 22 Allt mänskosläktet av ett blod
- Nr 23 Skåda framåt, se, det dagas
- Nr 24 Vi bygga broar ifrån land till land
- Nr 25 Led, milda ljus, ibland de mörka snår
- Nr 26 Närmare, Gud, till Dig
- Nr 27 Tung och kvalfull vilar hela världens nöd på Jesu hjärta
- Nr 28 Jag är en främling
- Nr 29 Långt bortom rymder vida
- Nr 30 Blott en dag
- Nr 31 Herre, signe du och råde

### Vid särskilda tillfällen
- Nr 32 Bereden väg för Herran
- Nr 33 Stilla natt, heliga natt
- Nr 34 Den kärlek du till världen bar
- Nr 35 Upp, min tunga, att lovsjunga
- Nr 36 Till härlighetens land igen
- Nr 37 Helige Ande, låt nu ske undret
- Nr 38 Som sol om våren stiger
- Nr 39 Den blomstertid nu kommer
- Nr 40 I denna ljuva sommartid
- Nr 41 Den stora vita här vi se
- Nr 42 Pris vare Gud, som låter oss
- Nr 43 Den signade dag, som vi nu här se
- Nr 44 Så går en dag än från vår tid
- Nr 45 Som sådden förnimmer Guds välbehag
- Nr 46 Bred dina vida vingar
- Nr 47 Gud, i mina unga dagar
- Nr 48 Min Gud är en väldig hjälte
- Nr 49 Du, o Gud, är livets källa
- Nr 50 Jag kan icke räkna dem alla
- Nr 51 Bevara, Gud, vårt fosterland
- Nr 52 I Jesu namn till bords vi gå
- Nr 53 Sänd av himlens sol en strimma
- Nr 54 Jag är en gäst och främling
- Nr 55 En herrdag i höjden är vorden besluten
- Nr 56 Ack saliga dag
- Nr 57 I djupet av mitt hjärta
- Nr 58 Se, huru gott och ljuvligt är
- Nr 59 Tack, Gud, att också jag får gå

### Arbetarsånger
- Nr 60 Arbetets söner
- Nr 61 Upp trälar uti alla stater
- Nr 62 Vi hälsa dig gryende stolta tid
- Nr 63 Sverige för folket

### Fosterland och natur
- Nr 64 Du gamla, du fria
- Nr 65 Ja, vi elsker dette landet
- Nr 66 Der er et yndigt land
- Nr 67 Vårt land, vårt land, vårt fosterland
- Nr 68 O Gud, du fosterlandets Gud
- Nr 69 Ej med stora later och starka ord
- Nr 70 Vi gå över daggstänkta berg
- Nr 71 Löven de grönska i sol kring alla vägar
- Nr 72 Vi vandra genom skogen en högsommardag
- Nr 73 Röda stugor tåga vi förbi
- Nr 74 Vägarna de skrida, älvarna de glida
- Nr 75 Vintern rasat ut bland våra fjällar
- Nr 76 Takt, takt, hållen takten
- Nr 77 Fjäriln vingad syns på Haga
- Nr 78 Här är gudagott att vara
- Nr 79 Den första gång jag såg dig
- Nr 80 Jag väntar vid min stockeld

### Kanon
- Nr 81 Upp kamrater, upp till sång
- Nr 82 Glad och god skall mänskan vara
- Nr 83 Allting på jordens rund